# اچ‌ای. ۱۹ (زیردریایی ژاپنی)
اچ‌ای. ۱۹ (زیردریایی ژاپنی) (به انگلیسی: HA. 19 (Japanese Midget Submarine)) یک زیردریایی است که طول آن ۲۳٫۹ متر (۷۸ فوت ۵ اینچ) و ارتفاع آن ۳ متر (۹ فوت ۱۰ اینچ) می‌باشد. این زیردریایی در سال ۱۹۳۸ ساخته شد.